# Sainte-Marie-du-Bois (Mancha)
Sainte-Marie-du-Bois foi uma comuna francesa na região administrativa da Normandia, no departamento Mancha. Estendia-se por uma área de 4,88 km². Em 2010 a comuna tinha 58 habitantes (densidade: 11,9 hab./km²).
Em 1 de janeiro de 2016, passou a formar parte da nova comuna de Le Teilleul.